# Eosentomon hainanense
Eosentomon hainanense är en urinsektsart som beskrevs av Yin 1986. Eosentomon hainanense ingår i släktet Eosentomon och familjen trakétrevfotingar. Inga underarter finns listade i Catalogue of Life.